# Amyris diatrypa
Amyris diatrypa là một loài thực vật có hoa trong họ Cửu lý hương. Loài này được Spreng. mô tả khoa học đầu tiên năm 1822.